# 博韋山
54°51′48″S 69°05′33″W / 54.86333°S 69.09250°W

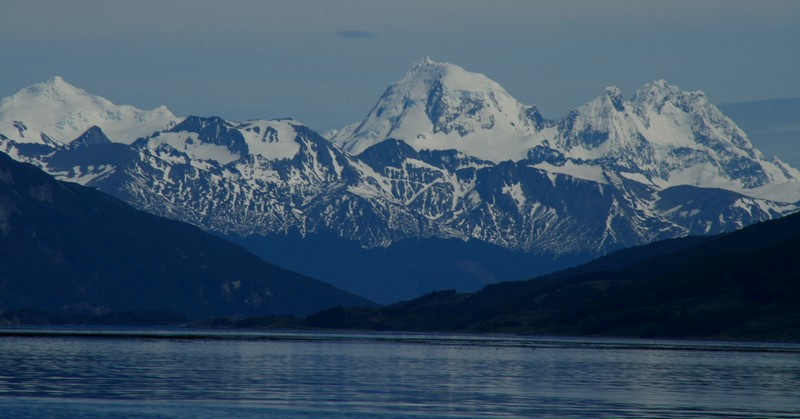

博韋山是智利的山峰，位於該國南部麥哲倫-智利南極大區的火地省，屬於安第斯山脈中達爾文山脈的一部分，海拔高度2,279米，人類在1963年首次登頂。